# Zaans Medisch Centrum
Het Zaans Medisch Centrum is een algemeen ziekenhuis in de Nederlandse stad Zaandam. Het is een regionaal ziekenhuis met een overwegende oriëntatie op de Zaanstreek en omringende gebieden.

## Geschiedenis
Toen het Johannesziekenhuis en het Julianaziekenhuis in 1974 fuseerden, kreeg het nieuwe ziekenhuis de naam De Heel. Op 11 oktober 2004 werd de naam veranderd in Zaans Medisch Centrum, een naam die beter aansloot bij de centrale functie die het ziekenhuis voor de regio Zaanstreek vervult.

## Nieuw gebouw
Sinds februari 2017 heeft het Zaans Medisch Centrum een nieuw gebouw in gebruik genomen. Het nieuwe ziekenhuis is zo ontworpen dat patiënten geen grote afstanden meer afleggen. Het is een compact, duurzaam en flexibel inzetbaar gebouw met een zogeheten 'healing environment': een rustig kleurgebruik, een huiselijke inrichting, veel groen binnen en buiten, en daglicht dat binnenkomt via ramen tot aan de vloer. Al deze aspecten dragen eraan bij dat mensen zich meer op hun gemak voelen en minder stress ervaren. Voor patiënten die in het ziekenhuis verblijven, kan dit zelfs leiden tot minder medicatie, minder pijn en een sneller herstel. 